# Batalla d'Udàrnik
La batalla d'Udàrnik, també coneguda com a Primera Batalla de Vólkhov, formà part del Setge de Leningrad del front oriental de la Segona Guerra Mundial. Va tindre lloc al llogaret d'Udàrnik, óblast de Nóvgorod, entre el 14 i 22 d'octubre del 1941, quan les tropes alemanyes que havien conquerit Nóvgorod, continuaren cap al nord pel curs del riu Vólkhov, per eixamplar l'encerclament i tallar les comunicacions a l'est de Leningrad. Tingué lloc pocs dies abans que l'Ofensiva de Tikhvin.
Fou la primera d'una sèrie d'escaramusses pel control de xicotets llogarets on combateren la 250a Divisió d'Infanteria de la Wehrmacht, la Divisió Blava, i el 52 Cos de l'Exèrcit Roig, i que finalitzà amb victòria alemanya. Molts dels combatents espanyols moririen a la Batalla de la posició intermèdia, ocorreguda el desembre del mateix any.